# Bruno Henrique
Bruno Henrique Corsini, meglio noto solo come Bruno Henrique (Apucarana, 21 ottobre 1989), è un calciatore brasiliano, centrocampista dell'Internacional.

## Biografia
È fratello di Douglas Corsini, giocatore di calcio a 5 con un passato nella Nazionale di calcio a 5 dell'Italia.

## Caratteristiche tecniche
È un centrocampista difensivo o regista.

## Carriera
Dopo essere cresciuto nelle file del Iraty, nel gennaio del 2012 Bruno Henrique passa al Londrina dove rimane per due stagioni giocando principalmente nel Campionato Paranaense. Successivamente viene ceduto in prestito al Portuguesa dove rimane soltanto sei mesi, e con la quale esordisce nel massimo campionato brasiliano nella partita persa in trasferta 2-1 contro il Goiás.Goiás. Mette a segno il primo gol in massima serie il 21 agosto 2013 nel pareggio casalingo per 1-1 contro il Criciúma.

### Corinthians
Nel febbraio del 2014 firma un contratto triennale con il Corinthians, nonostante la società di Londrina continui a detenere il 50% del cartellino del giocatore, con la società paulista esordisce il 20 aprile nel pareggio interno per 0-0 contro l'Atlético Mineiro e mette a segno la prima rete il 2 novembre dello stesso anno nel pareggio casalingo con il Coritiba. Nella stagione successiva, il 5 febbraio 2015 esordisce, partendo dall'undici titolare, in Coppa Libertadores nella sfida casalinga vinta 4-0 contro la squadra colombiana del Once Caldas.

### Palermo
Il 29 agosto 2016 viene acquistato a titolo definitivo dal Palermo, con il quale firma un contratto quadriennale. Esordisce con il Palermo il 10 settembre 2016 nella sfida casalinga contro il Napoli (0-3). Segna il suo unico gol in rosanero contro l'Empoli con un pallonetto da fuori dall'area di rigore nell'ultima giornata di campionato

### Palmeiras
Dopo una sola stagione trascorsa con i Rosanero, e culminata con la retrocessione della squadra in Serie B, il 15 giugno 2017 passa al Palmeiras, legandosi al club brasiliano fino al 2020.

## Statistiche

### Presenze e reti nei club
Statistiche aggiornate al 15 giugno 2017.
| Stagione           | Squadra            | Campionato         | Campionato | Campionato | Coppe nazionali | Coppe nazionali | Coppe nazionali | Coppe continentali | Coppe continentali | Coppe continentali | Altre coppe | Altre coppe | Altre coppe | Totale | Totale | Totale |
| Stagione           | Squadra            | Comp               | Pres       | Reti       | Comp            | Pres            | Reti            | Comp               | Pres               | Reti               | Comp        | Pres        | Reti        | Pres   | Reti   |        |
| ------------------ | ------------------ | ------------------ | ---------- | ---------- | --------------- | --------------- | --------------- | ------------------ | ------------------ | ------------------ | ----------- | ----------- | ----------- | ------ | ------ | ------ |
| 2010               | Iraty              | D                  | 7          | 2          | -               | -               | -               | -                  | -                  | -                  | -           | -           | -           | 7      | 2      |        |
| 2011               | Iraty              | A1/PR              | 20         | 7          | CB              | 2               | 0               | -                  | -                  | -                  | -           | -           | -           | 22     | 7      |        |
| 2012               | Londrina           | A2/PR              | 21         | 2          | -               | -               | -               | -                  | -                  | -                  | -           | -           | -           | 21     | 2      |        |
| 2013               | Londrina           | D+A1/PR            | 1+23       | 0+2        | -               | -               | -               | -                  | -                  | -                  | -           | -           | -           | 24     | 2      |        |
| 2013               | Portuguesa         | A                  | 29         | 4          | CB              | 0               | 0               | -                  | -                  | -                  | -           | -           | -           | 29     | 4      |        |
| 2014               | Corinthians        | A+A1/SP            | 25+8       | 1+0        | CB              | 5               | 0               | -                  | -                  | -                  | -           | -           | -           | 38     | 1      |        |
| 2015               | Corinthians        | A+A1/SP            | 22+10      | 1+1        | CB              | 2               | 0               | CL                 | 5                  | 0                  | -           | -           | -           | 39     | 2      |        |
| 2016               | Corinthians        | A+A1/SP            | 21+12      | 4+0        | CB              | 0               | 0               | CL                 | 7                  | 0                  | -           | -           | -           | 40     | 4      |        |
| Totale Corinthians | Totale Corinthians | Totale Corinthians | 68+30      | 6+1        |                 | 7               | 0               |                    | 12                 | 0                  |             | -           | -           | 117    | 7      |        |
| ago. 2016-2017     | Palermo            | A                  | 33         | 1          | CI              | -               | -               | -                  | -                  | -                  | -           | -           | -           | 33     | 1      |        |
| giu.-nov. 2017     | Palmeiras          | A                  | 15         | 2          | CB              | 0               | 0               | CL                 | 2                  | 0                  | -           | -           | -           | 17     | 2      |        |
| 2018               | Palmeiras          | A+A1/SP            | 33+13      | 9+2        | CB              | 6               | 0               | CL                 | 10                 | 3                  | -           | -           | -           | 62     | 14     |        |
| 2019               | Palmeiras          | A+A1/SP            | 34+14      | 10+0       | CB              | 2               | 0               | CL                 | 8                  | 0                  | -           | -           | -           | 58     | 10     |        |
| 2020               | Palmeiras          | A+A1/SP            | 13+12      | 0+0        | CB              | 0               | 0               | CL                 | 5                  | 0                  | -           | -           | -           | 30     | 0      |        |
| Totale Palmeiras   | Totale Palmeiras   | Totale Palmeiras   | 95+39      | 21+2       |                 | 8               | 0               |                    | 25                 | 3                  |             | -           | -           | 167    | 26     |        |
| 2020-2021          | Al-Ittihad         | SPL                | 17         | 1          | KCC             | 0               | 0               | -                  | -                  | -                  | CdC         | 2           | 1           | 19     | 1      |        |
| 2021-2022          | Al-Ittihad         | SPL                | 30         | 1          | KCC             | 3               | 1               | -                  | -                  | -                  | -           | -           | -           | 33     | 2      |        |
| 2022-2023          | Al-Ittihad         | SPL                | 25         | 2          | KCC             | 2               | 0               | -                  | -                  | -                  | SS          | 2           | 0           | 29     | 2      |        |
| Totale Al-Ittihad  | Totale Al-Ittihad  | Totale Al-Ittihad  | 72         | 4          |                 | 5               | 1               |                    | 0                  | 0                  |             | 4           | 1           | 81     | 6      |        |
| 2023               | Internacional      | A                  | 2          | 1          | CB              | 0               | 0               | CL                 | 1                  | 0                  | -           | -           | -           | 3      | 1      |        |
| Totale carriera    | Totale carriera    | Totale carriera    | 440        | 53         |                 | 22              | 1               |                    | 33                 | 3                  |             | 4           | 1           | 499    | 57     |        |

## Palmarès

### Competizioni nazionali
- Campionato brasiliano: 2

Corinthians: 2015
Palmeiras: 2018
- Supercoppa saudita: 1

Al Ittihad: 2022
- Campionato saudita: 1

Al Ittihad: 2022-2023

### Competizioni internazionali
- Coppa Libertadores: 1

Palmeiras: 2020